# Rue Marie-de-Coulanges
La rue Marie-de-Coulanges est une voie de la ville de Marseille dans le 9e arrondissement.

## Situation et accès
La rue relie l'avenue de la Magalone à la rue Carnavalet, et débouche dans la résidence du Parc Sévigné.

## Origine du nom
Son nom est lié à Marie de Coulanges (1603-1633), mère de Madame de Sévigné, ou bien à Marie-Angélique de Coulanges (1641-1723) qui était une amie intime de Madame de Sévigné.